# (9133) d'Arrest
Pour les articles homonymes, voir D'Arrest.
(9133) d'Arrest est un astéroïde de la ceinture principale.

## Description
(9133) d'Arrest est un astéroïde de la ceinture principale. Il fut découvert le 25 septembre 1960 à l'observatoire Palomar par Cornelis Johannes van Houten, Ingrid van Houten-Groeneveld et Tom Gehrels. Il présente une orbite caractérisée par un demi-grand axe de 2,63 UA, une excentricité de 0,17 et une inclinaison de 12,8° par rapport à l'écliptique.

## Compléments